# Luigi Ademollo
Luigi Ademollo (Milano, 30 aprile 1764 – Firenze, 11 febbraio 1849) è stato un pittore italiano.

## Biografia
Di famiglia originaria di Varese, nacque a Milano e giovanissimo si iscrisse all'Accademia di Belle Arti di Brera, dove insegnavano, il Traballesi, l'Albertolli e il Piermarini. Lasciata Milano nel 1783, passò per brevissimo tempo in Piemonte ed arrivò nel medesimo anno a Roma, dove lavorò subito come pittore. Dal 1788 fu attivo anche a Firenze per eseguire nel 1789 decorazioni nel Teatro della Pergola; ma continuò a lavorare pure a Roma, alternando la sua presenza in entrambe le città. Sempre nel 1789 fu nominato Professore dell'Accademia di Belle Arti di Firenze.
Nel novembre del 1791 sposò per procura a Roma la ferrarese Margherita Cimballi, da cui ebbe otto figli tra i quali Agostino Ademollo. Lavorò molto tra Roma, dove tenne la famiglia, in via Condotti, il Granducato di Toscana e il Ducato di Lucca, affrescando palazzi, ville e chiese.
Ebbe un considerevole successo grazie alle sue capacità di decoratore accompagnata da una considerevole cultura letteraria. Intervenne nella cappella di Palazzo Pitti ed in varie sale dello stesso palazzo, alla basilica della Santissima Annunziata, in San Giuseppe, in Sant'Ambrogio, nei palazzi Pucci, Guadagni, Incontri e Capponi, lavorando anche per chiese nel bergamasco e nel bresciano, a Lucca, Livorno, Pisa. Nel 1794 affresca, con soggetti mitologici ed epici ellenistici, i saloni del piano nobile e la cappella interna di Palazzo Venturi Gallerani a Siena.
Nel Ducato di Lucca, in particolare, fu tra i protagonisti del rinnovamento degli interni del palazzo Ducale voluto dalla Duchessa Maria Luisa di Borbone. A lui si deve il grande salone oggi noto appunto come "Salone dell'Ademollo".
Nel Granducato di Toscana, a Livorno eseguì le decorazioni neoclassiche del Teatro San Marco, andate perdute durante i bombardamenti aerei della seconda guerra mondiale; si interessò anche alla realizzazione degli affreschi per la chiesa di Santa Caterina, ma la sua proposta, ritenuta troppo costosa, fu rifiutata. Sempre a causa dei medesimi eventi bellici, sono andati perduti gli affreschi eseguiti nella Cappella della Concezione, nel Duomo di Livorno. Nel pisano lavorò a Pomarance, a Palaia, a Santa Maria a Monte. Ad Arezzo eseguì affreschi con scene del Vecchio e Nuovo Testamento, nel contado lavorò a Lucignano e a Monte San Savino: qui nella chiesa della Compagnia del Suffragio eseguì nel 1821 il ciclo pittorico che la decora, raffigurante la Deposizione dalla Croce con la Santissima Trinità e angeli e Scene del Nuovo Testamento nelle pareti laterali e nelle volte.
Si dedicò oltre che all'affresco, al disegno, alla tempera, al dipinto ad olio ed all'acquaforte.
Morì a Firenze l'11 febbraio 1849.